# Noé Gianetti
Noé Gianetti, né le 6 octobre 1989 à Lavertezzo est un coureur cycliste suisse qui a évolué dans l'équipe espagnole Geox-TMC. Il est le fils du manager de cette dernière, Mauro Gianetti.

## Biographie
Noé Gianetti devient coureur professionnel en 2010 dans l'équipe Footon-Servetto. Celle-ci est renommée Geox-TMC en 2011, sa dernière année. Noé Gianetti court en 2012 dans l'équipe Exergy, qui disparaît à son tour en fin d'année.

## Palmarès
- 2005
  - Prix des Vins Henri Valloton débutants
- 2006
  - 2e étape de la Vuelta al Besaya
- 2007
  -  Champion de Suisse de la montagne juniors
- 2012
  - Coire-Arosa